# Gabriel François Charles Frémin-Dumesnil
Gabriel François Charles Frémin du Mesnil est un homme politique français né le 6 décembre 1751 à Coutances (Manche) et mort le 28 juillet 1844 à Coutances.
Frère de Nicolas Frémin de Beaumont, ancien député, il est député de la Manche de 1813 à 1815 et de 1815 à 1816, siégeant dans la majorité soutenant les gouvernements. Il est baron d'Empire en 1811 et maire de Coutances.

## Sources
« Gabriel François Charles Frémin-Dumesnil », dans Adolphe Robert et Gaston Cougny, Dictionnaire des parlementaires français, Edgar Bourloton, 1889-1891 [détail de l’édition]